# Taye Girma
Taye Girma (19 gennaio 1996) è un mezzofondista etiope.

## Biografia
Nel 2018 ha partecipato ai campionati africani nei 10000 m piani, distanza nella quale nel medesimo anno ha anche conquistato il titolo di campione nazionale etiope.

## Palmarès
| Anno | Manifestazione | Sede  | Evento        | Risultato | Prestazione | Note |
| ---- | -------------- | ----- | ------------- | --------- | ----------- | ---- |
| 2018 | Africani       | Asaba | 10000 m piani | dnf       | dnf         |      |

## Campionati nazionali
2018
- Oro ai campionati etiopi, 10000 m piani - 28'26"7

## Altre competizioni internazionali
2017
- Bronzo alla 15 km di Istanbul ( Istanbul), 15 km - 43'40"

2018
- Argento alla 10K Valencia Ibercaja ( Valencia) - 28'06"

2019
- 13º alla 10K Valencia Ibercaja ( Valencia) - 28'33"